# الإغلاق التام في الهند بسبب فيروس كورونا 2020
 في 24 مارس، أمرت حكومة الهند بقيادة رئيس الوزراء ناريندرا مودي بإغلاق البلاد لمدة 21 يومًا، مما حد من حركة سكان الهند البالغ عددهم 1.3 مليار نسمة كإجراء وقائي ضد جائحة فيروس كورونا عام 2020 في الهند. وقد صدر الأمر بعد حظر تجوال عام طوعي لمدة 14 ساعة في 22 مارس، وتبعه تطبيق سلسلة من اللوائح في المناطق المتضررة بالفيروس في البلاد. وقد اغلقت البلاد عندما كان عدد حالات الإصابة المؤكدة بالفيروس في الهند حوالي 500.
ويقول المراقبون إن الإغلاق أدى إلى إبطاء معدل نمو الوباء بحلول 6 نيسان/أبريل إلى معدل يتضاعف كل ستة أيام، من معدل مضاعف كل ثلاثة أيام قبل ذلك.
ومع اقتراب نهاية فترة الإغلاق، أوصت حكومات الولايات واللجان الاستشارية الأخرى بتمديد الإغلاق. مددت حكومتا أوديشا والبنجاب إغلاق اتّهات الدولة إلى 1 مايو. وحذت حذوها ماهاراشترا وكارناتاكا والبنغال الغربية وتيلانغانا.
وفي 14 نيسان/أبريل، مدد رئيس الوزراء ناريندرا مودي فترة الإغلاق في جميع أنحاء البلد حتى 3 أيار/مايو، مع تخفيف مشروط بعد 20 نيسان/أبريل للمناطق التي حصل فيها احتواء الانتشار.

## نظرة عامة
جائحة فيروس كورونا في الهند 2020
أكدت حكومة الهند أن أول حالة اصابة في الهند بمرض كورونا فيروس 2019 كانت في 30 يناير 2020 في كيرالا، عندما سافر طالب جامعي من ووهان إلى كيرلا. ومع اقتراب عدد الحالات المؤكدة اصابتها بفيروس كورونا (كوفيد-19) لـ500 حاله، طلب رئيس الوزراء مودي في يوم 19 مارس من جميع المواطنين الالتزام بحظر التجول في جانتا من الساعة 7 صباحًا وحتى الساعة 9 مساءً من يوم الأحد الموافق 22 مارس. وفي النهاية اضاف مودي: «إن حظر جاناتا هو مجرد بداية لمعركة طويلة ضد فيروس كورونا (COVID-19)». وبعد ذلك بينما كان يخاطب شعبه للمرة الثانية في يوم 24 مارس، أعلن عن الإغلاق كامل للبلاد من منتصف ليلة ذلك اليوم ولمدة 21 يومًا، وذكر بأن الحل الوحيد للسيطرة على انتشار الفيروس هو كسر سلسلة انتقاله عن طريق التباعد الاجتماعي  كما أضاف أيضًا بأن الإغلاق سيتم تطبيقه بشكل أكثر صرامة من حظر جاناتا.

## المحظورات

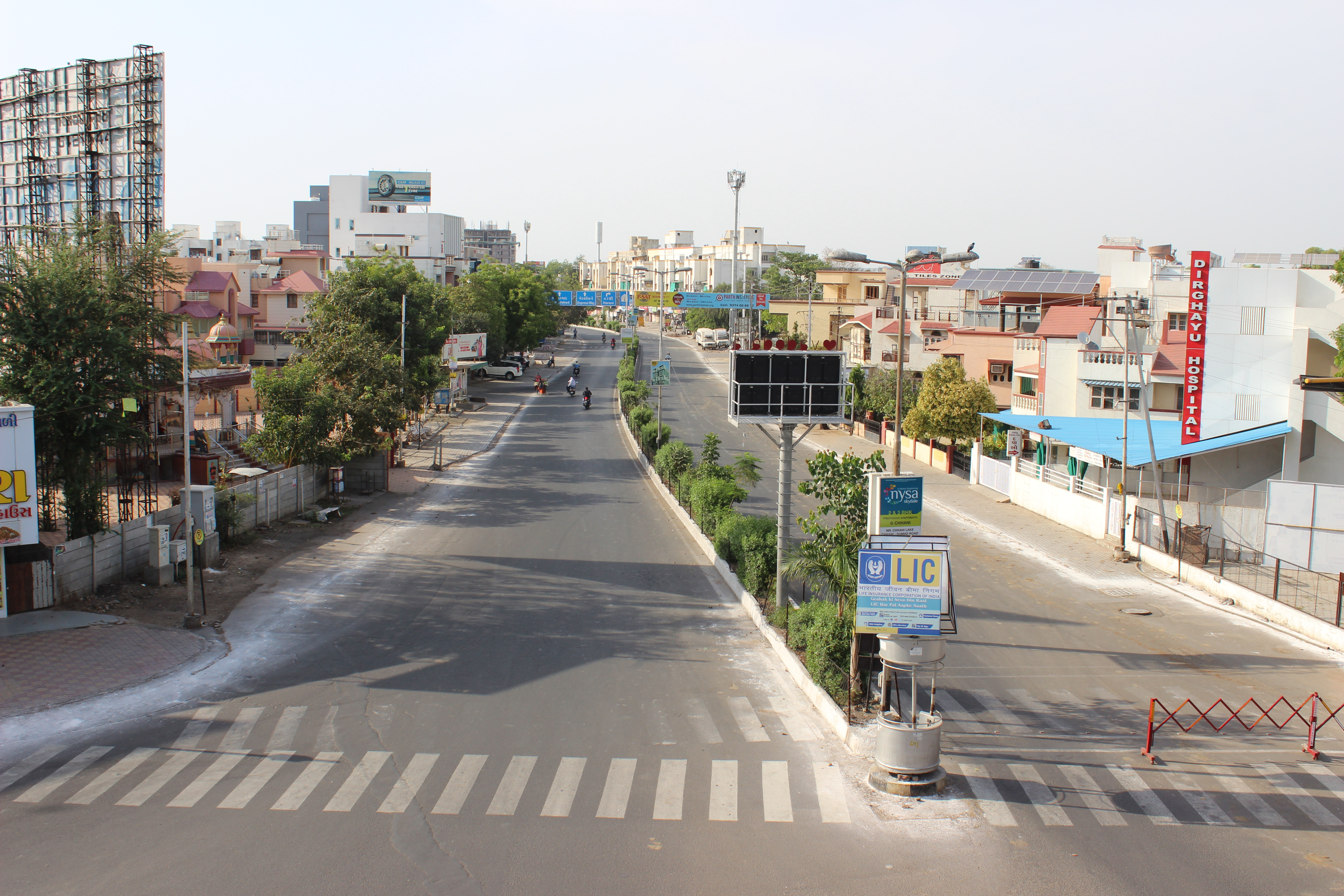
الطرق الفارغة خلال الإغلاق في فادودارا، غوجارات

يمنع الإغلاق الناس من مغادرة منازلهم حيث توقفت جميع خدمات النقل - الجوية والطرق والسكك الحديدية مع بعض الاستثناءات لنقل السلع الأساسية، وخدمة الإطفاء، والشرطة وخدمات الطوارئ. وكما اغلقت المؤسسات التعليمية والمؤسسات الصناعية وخدمات الضيافة. أما عن الخدمات الأخرى فقد اعفيت من الغلق مثل محلات المواد الغذائية والبنوك وأجهزة الصراف الآلي ومضخات البنزين والأساسيات الأخرى وتصنيعها. وقالت وزارة الداخلية إن من لا يتبع الاجراءات فقد يواجه عقوبة تصل إلى عام من السجن.

## التسلسل الزمني

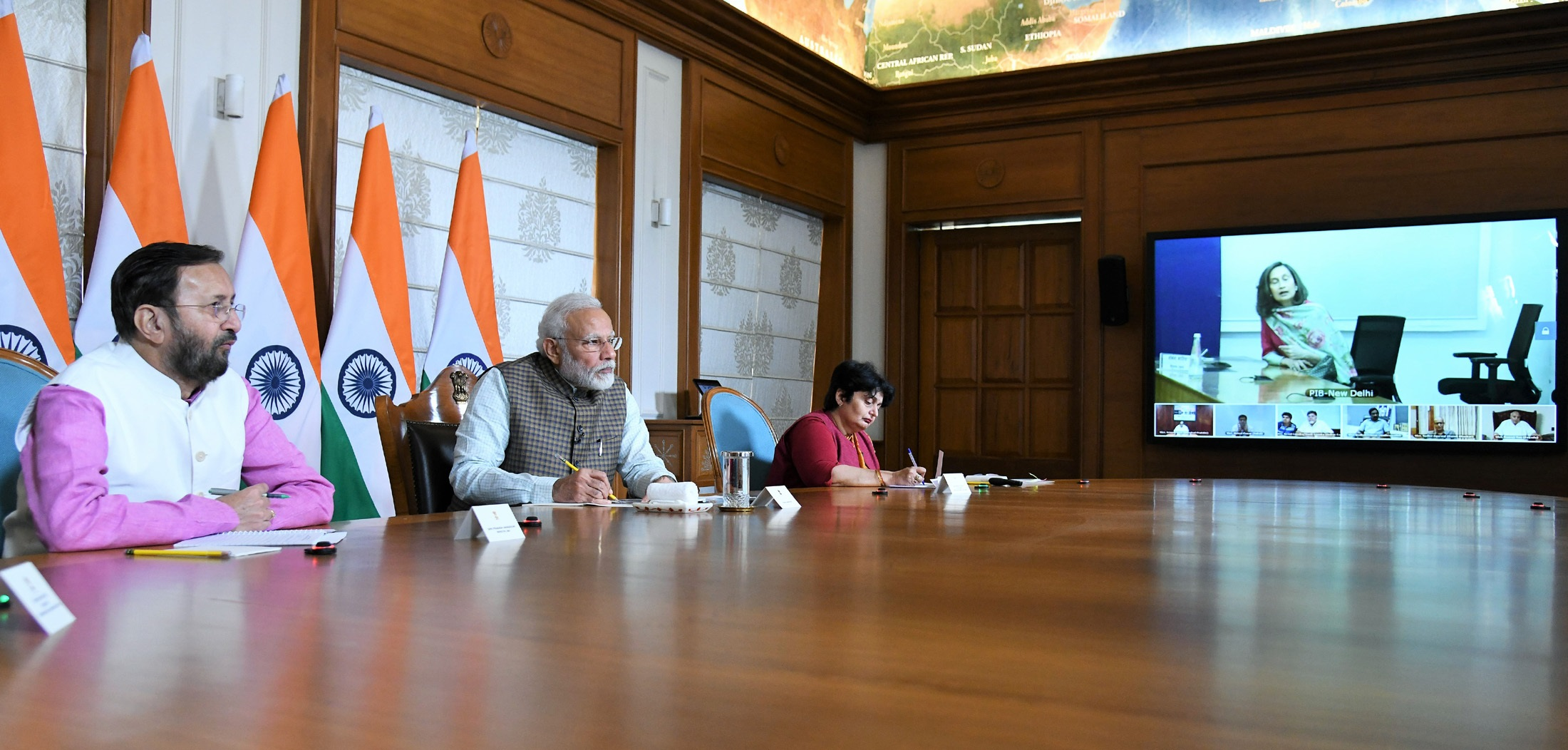
رئيس الوزراء ناريندرا مودي في مؤتمرأثناء الإغلاق.

في اليوم الأول من اغلاق البلاد توقفت جميع الخدمات والمصانع تقريبًا. وكان الناس يسارعون إلى تخزين المستلزمات الضرورية في بعض المناطق. وقد تمت إجراءات الاعتقالات في جميع أنحاء الولايات لمن انتهك قواعد الإغلاق مثلاً لخروج من المنزل دون أي ضرورة قصوى، وفتح المؤسسات التجارية وانتهاك الحجر الصحي المنزلي. وعقدت الحكومة  اجتماعات مع مواقع التجارة الإلكترونية والبائعين لضمان الإمداد السلس للسلع الأساسية في جميع أنحاء البلاد خلال فترة الإغلاق. وكما أعلنت عدة ولايات عن أموال إغاثة للفقراء والمتضررين بينما كانت الحكومة المركزية تضع اللمسات الأخيرة على حزمة المساعدات. Several states 
في يوم 26 مارس، وزير المالية نيرمالا سيثارامان أعلن 170000 كرور روبية هندية (28 مليار دولار أمريكي) حزمة دعم لمساعدة المتضررين من الإغلاق. وتسعى الحكومة بهذه الحزمة إلى توفير وسائل الأمن الغذائي للأسر الفقيرة من خلال التحويلات النقدية المباشرة وحبوب القمح المجانية وغاز الطهي لمدة ثلاثة أشهر، كما وفرت تغطية تأمينية للعاملين الطبيين.
أفصح بنك الاحتياطي الهندي في يوم 27 مارس عن مجموعة من الإجراءات للمساعدة في تخفيف الآثار الاقتصادية الناجمة عن عملية اغلاق البلاد
قبل اعلان الإغلاق في كافة انحاء البلاد في يوم 22 مارس، أعلنت الحكومة أن السكك الحديدية الهندية ستعلق عمليات نقل الركاب حتى 31 مارس، بينما ستبقي على عمليات الشحن خلال فترة الاغلاق لنقل البضائع الأساسية. وبتاريخ29 مارس، أعلنت السكك الحديدية الهندية أنها ستبدأ بفتح خدمة تسيير رحلات القطارات لنقل الطرود الخاصة ولنقل السلع الأساسية، بالإضافة إلى خدمة الشحن المنتظمة. كما صرح مشغل السكك الحديدية الوطنية عن خطط لتحويل المدربين إلى أجنحة عزل مرضى فيروس كورونا. وقد تم وصف هذا التعليق في شبكة السكك الحديدية الهندية بأنه يحدث للمرة الأولى منذ 167 عامًا
```
على الرغم من وقوع إضراب أيضًا في عام 1974 .
[
30
]
```

## التأثير
حُظرت خدمات توصيل الأغذية من قبل العديد من حكومات الولايات على الرغم من موافقة الحكومة المركزية. وقد هاجر الآلاف من الناس من المدن الهندية الكبرى وذلك لأنهم أصبحوا عاطلين عن العمل بعد الإغلاق. وانخفض الطلب على الكهرباء في الهند إلى أدنى مستوى له في خمسة أشهر في 28 مارس. The lockdown has broken the supply chain of narcotics in Punjab.

### العمال المهاجرين
يعمل ما يقدر بنحو 139 مليون عامل مهاجر من الريف في مدن وقرى الهند.و مع إغلاق المصانع وأماكن العمل، لم يبق لهم مصدر رزق. اما في الأيام الأولى القليلة من اغلاق البلاد فقد التقطت شاشات التلفاز مواكب هائلة للعمال المهاجرين وهم يمشون أميالًا للعودة إلى قراهم الأصلية، وغالبا ما يكونوا مع عائلاتهم واطفالهم الصغارعلى أكتافهم. وبعد ذلك بيومين، قررت حكومة ولاية أوتار براديش ترتيب الحافلات في محطة حافلات أناند فيهار في دلهي لإعادة المهاجرين إلى قراهم.و تجمعت حشود كبيرة في محطة حافلات اناد فيهار في انتظار الحافلات حيث أصدرت الحكومة المركزية بيانًا صحفيًا ذكرت فيه إنها طلبت من حكومات البلاد إقامة معسكرات إغاثة فورية للعمال المهاجرين العائدين إلى بلدانهم الاصلية. وفي يوم 29 مارس، أصدرت الحكومة اوامر توجيهية شاملة تنص على أنه لا ينبغي من الملاك أن يطلبوا الإيجار خلال فترة الإغلاق وأنه يجب على أصحاب العمل دفع الأجور دون خصم. ومن المقرر إرسال الأشخاص الذين انتهكوا الحظر إلى مرافق الحجر الصحي التي تديرها الحكومة لمدة 14 يومًا، ووافقت المحكمة العليا في الهند على الاستماع إلى عريضة نيابة عن العمال المهاجرين في 30 مارس / آذار.

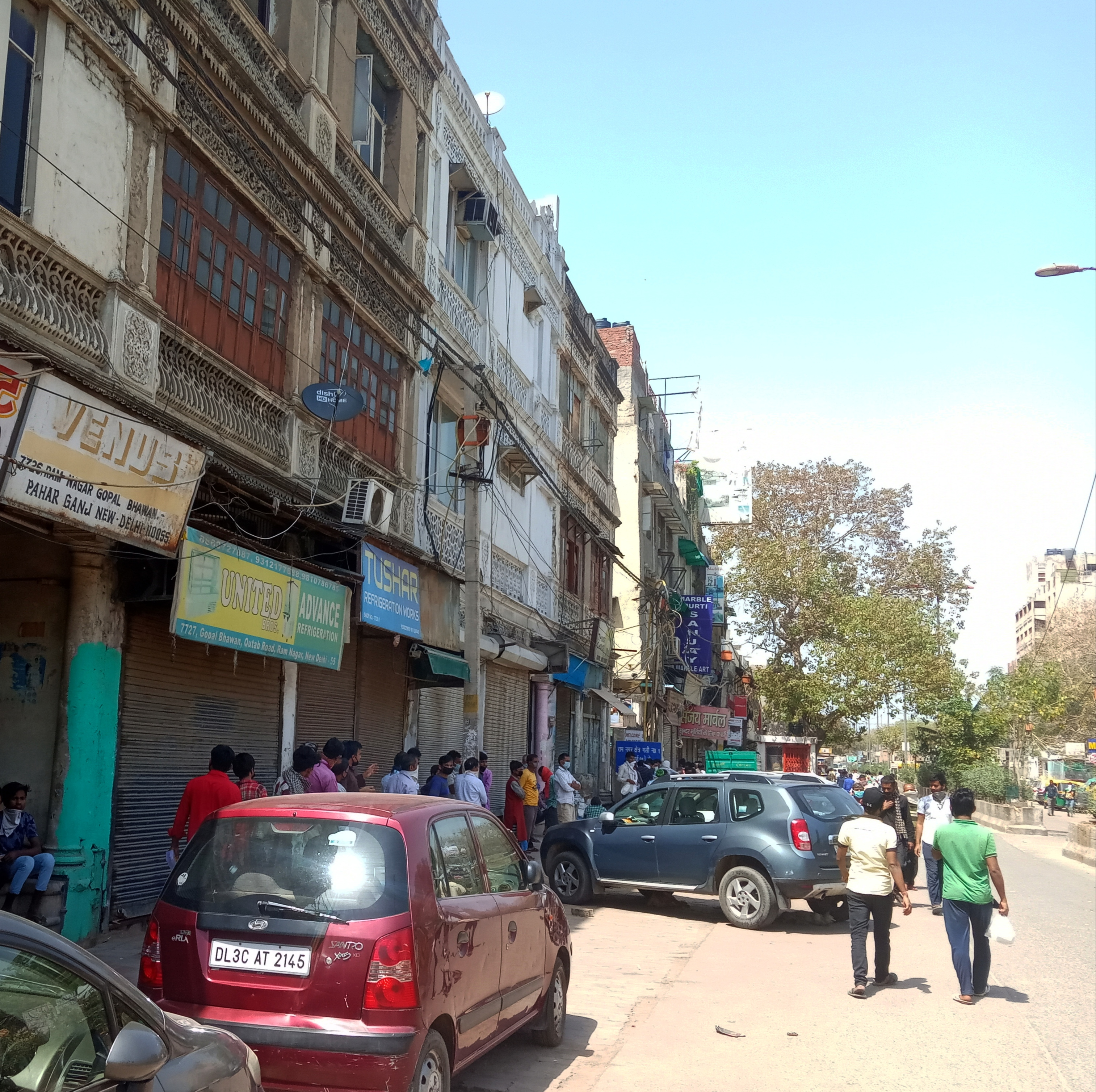
عمال مهاجرون يقفون في طابور للطعام في مدرسة دلهي الحكومية خلال فترة اغلاق البلادبسبب فيروس كورونا في دلهي

### سلسلة الإمداد الغذائي
الأمر الذي أصدرته وزارة الداخلية في يوم 24 مارس سمح بسير عمل المتاجر التي تتعامل مع المواد الغذائية، وكذلك وحدات التصنيع ونقل «السلع الأساسية». ومع ذلك، فإن عدم اعطاء توضيح بشأن «السلع الأساسية» دعى رجال الشرطة في الشوارع إلى منع العمال من الذهاب إلى المصانع والشاحنات التي تحمل مواد غذائية. وقد واجهت الصناعات الغذائية نقصًا في عدد العمالة وذلك لأن العمال لم يستطيعوا الوصول إلى أماكن العمل واحس مديروا المصانع بالخوف من الإجراءات القانونية، كل هذه العوامل مجتمعة تؤدي إلى نقص وزيادة أسعار المواد الغذائية.

### الإغاثة
وفقًا لتقرير حكومة الهند المقدم للمحكمة العليا في الهند، قامت حكومة البلاد بتشغيل 22,567 معسكرًا لإغاثة العمال المهاجرين الذين اتقطعت بهم السبل، ومنهم 15,541 معسكرًا (يصل إلى 68٪ من إجمالي) تم تشغيلها من قبل كيرالا، 1,135 معسكرًا بواسطة ماهاراشترا، 178 معسكرًا بواسطة تاميل نادو وأعداد أصغر من دول أخرى. كما ساهمت المنظمات الغير الحكومية بتشغيل 909 3 معسكرا.
و مساندتا للمحتاجين خلال فترة الحجر (التأمين واغلاق البلاد) قام راشتريا سانغ بتوفير الخدمات الأساسية بما في ذلك الأقنعة والمواد الغذائية إلى العديد من أنحاء الهند خلال فترة التأمين.

قدمت راشتريا سوامسيفاك سانغ الخدمات الأساسية بما في ذلك الصابون والأقنعة والمواد الغذائية للكثيرين في جميع أنحاء الهند أثناء الإغلاق. كما قدمت لجنة شيرماني غوردوارا بارباندهاك يد العون لعلاج المرضى إيجابيي الهالة في مستشفياتها. قدمت DSGMC، وهي نظيرة للجنة شيرماني غوردوارا براباندهاك في دلهي، غرفها لموظفي المستشفى أثناء مواجهة مضايقات على أيدي الملاك والجيران.

### الاضرار
ولقد لوحظ بان بعض الناس ينتهكون قوانين الحظر ولا يتبعون ارشادات التباعد الاجتماعي وذلك عن طريق الازدحامهم في أسواق الخضار في بعض الأماكن. وفي يوم 29 مارس / آذار، نصح رئيس الوزراء مودي وحث الناس على البقاء في منازلهم في خطابه الإذاعي «مان كي بات» .
وفي يوم 27 مارس، ألقت الشرطة القبض على 8 أشخاص وسجلت شكوى ضد 150 شخصًا في هاردوي لتجمعهم في مسجد. اما في يوم 2 أبريل، احتشد آلاف الأشخاص في المعابد في أجزاء مختلفة من غرب البنغال وتحدوا الإغلاق واحتفالوا برام نافامي وتعرض العديد من رجال الشرطة الذين حاولوا منعهم من التجمع للهجوم. وألقي القبض على 12 شخصا من أعضاء جماعة التبليغ في 5 أبريل في مظفرنجر بتهمة انتهاك الحجر. وقُبض على كاهن في ولاية أندرا براديش بتهمة تحدي الحجر وتنظيم تتجمع لـ 150 شخصًا في الكنيسة.

## مواجهة الفايرس
وأشاد هنك بيكدام، ممثل منظمة الصحة العالمية في الهند، واصفا الفيروس بأنه «مؤقت ولكن واسع الانتشار ونشط». وصرح المدير التنفيذي لمنظمة الصحة العالمية، مايك رايان ، إن عمليات الإغلاق والحجر وحدها لن تقضي على الفيروس، وذكر إنه يجب على أن تتخذ التدابير اللازمة لمنع الموجة الثانية والثالثة من العدوى. وفي 3 أبريل 2020، وقال الدكتور ديفيد نابارو، المبعوث الخاص لمنظمة الصحة العالمية بشأن المرض إن «الإغلاق والحجر في الهند كان مبكرًا وبعيد النظر ووخطوة شجاعًة» وكان من الأفضل الانتظار لمدة 3 أو 4 أسابيع أخرى.
أصدر مركز ديناميات الأمراض والاقتصاد والسياسة (CDDEP) تقريرًا بالتعاون مع جامعة جونز هوبكنز وجامعة برينستون، حيث ذكر بإن الإغلاق الوطني ليس «فعالا» ويمكن أن يسبب «ضررًا اقتصاديًا خطيرًا». ودعت لان يكون الاغلاق على مستوى الدولة وفي الولايات الأكثر تضرراً.و توقعت النماذج المعدة أنه في مرحلة الذروة، سيتم مواجهة مليون حالة دخول للمستشفى في أوائل شهر يونيو. وفي افتتاحية صحيفة نيويورك تايمز ، أوضح مدير CDDEP لاكسمينارايان أنه إذا وجد الحجر (الإغلاق) الوطني امتثالًا جيدًا، فإنه سيقل عدد الاصابات في أوائل مايو إلى 70 إلى 80 في المائة، لكن لا يزال مليون شخص يحتاجون إلى المستشفى والرعاية الحرجة. وافترض أيضًا أنه إذا لم يتم فرض الإغلاق، لكان عدد المرضى ذو الحالات الطارئه قد وصل إلى 5-6 مليون.